# Villa Kienlin

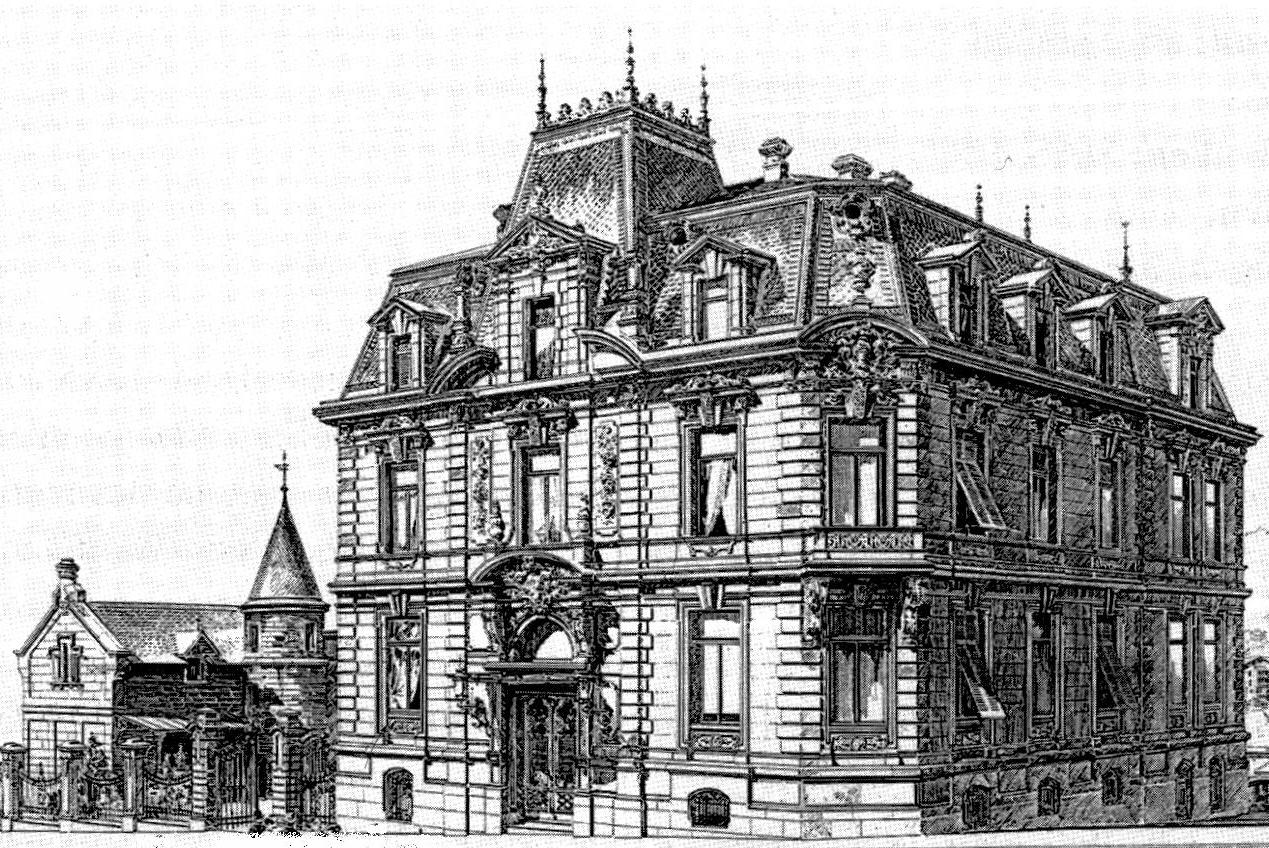
Villa Kienlin, 1894

Die Villa Kienlin an der Mörikestraße 7–9 in Stuttgart ist eine denkmalgeschützte Villa im „französischen Neubarockstil“ und mit „herrschaftlichem Neubarockdekor“. Sie ist ein „typisches herrschaftliches Villenanwesen des Späthistorismus nach 1890“.

## Beschreibung
Das Gebäude wurde von 1891 bis 1892 nach Plänen der Stuttgarter Architekten Ludwig Eisenlohr und Carl Weigle für den Geheimen Kommerzienrat Albert Kienlin, Fabrikant in Esslingen, gebaut. Für den Bau zeichnete Carl Weigle verantwortlich. Er entwarf ein groß angelegtes Wohnhaus mit zwei Stockwerken, einen Remisenbau und einen Garten mit Laubengang und Terrasse. Die Villa und Remisen erhielten eine Verkleidung aus hellem Sandstein. Die Fassaden sind durch Fensterachsen und rustizierte Lisenen gegliedert. An der Straßen-, Garten- und Hofseite haben die Fassaden ausgeprägte Mittelachsen. Die Mittelrisalite an der Straßen- und Gartenseite zeigten „hohe französische Dächer“. Der Haupteingang befindet sich im Risaliten an der Mörikestraße. Dieser zeigt Rundbogengiebel, Pilaster, eine Initialkartusche mit der Initiale „K“ für Kienlin und einen Sprenggiebel mit Zwerchhaus.

## Bilder

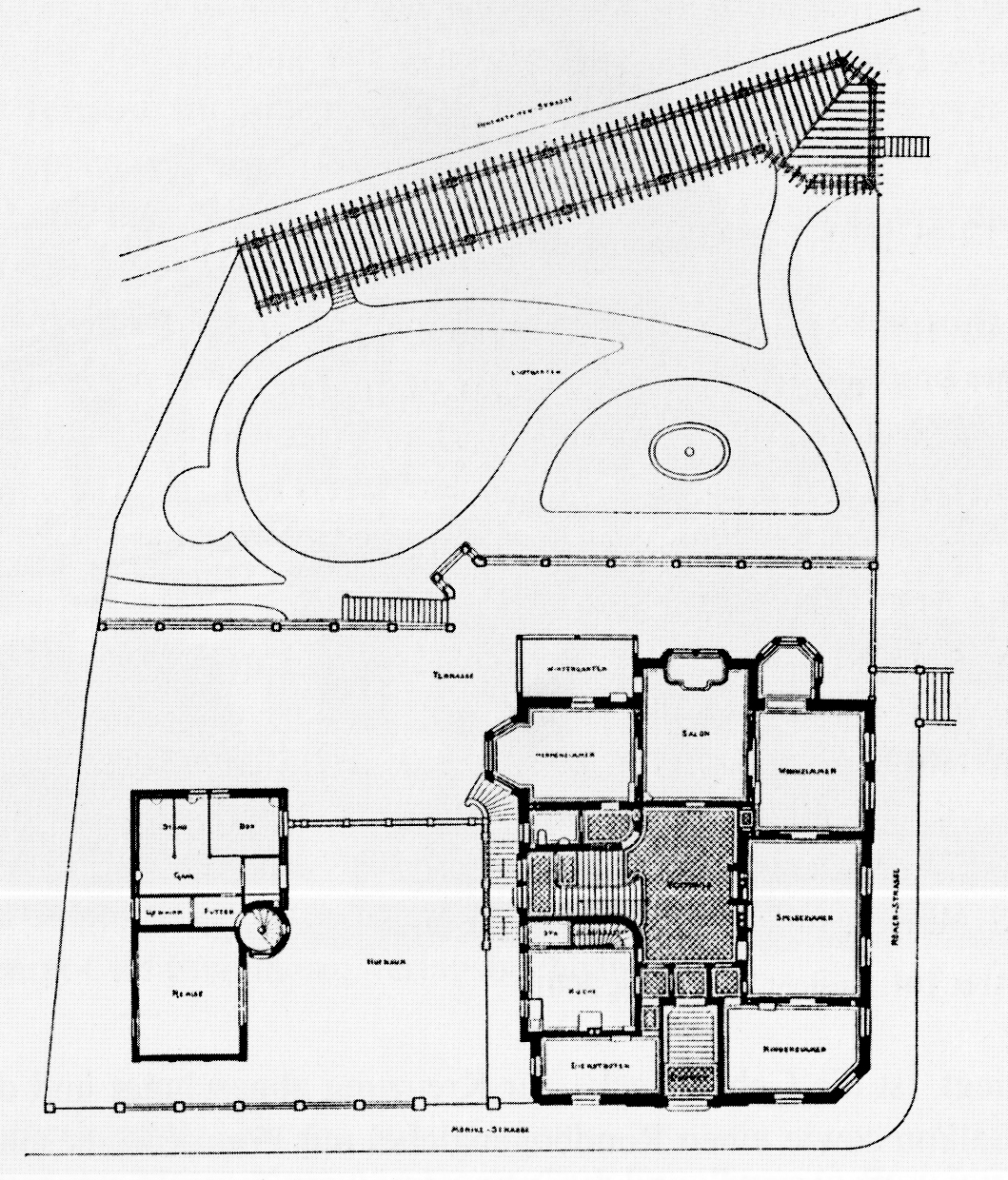
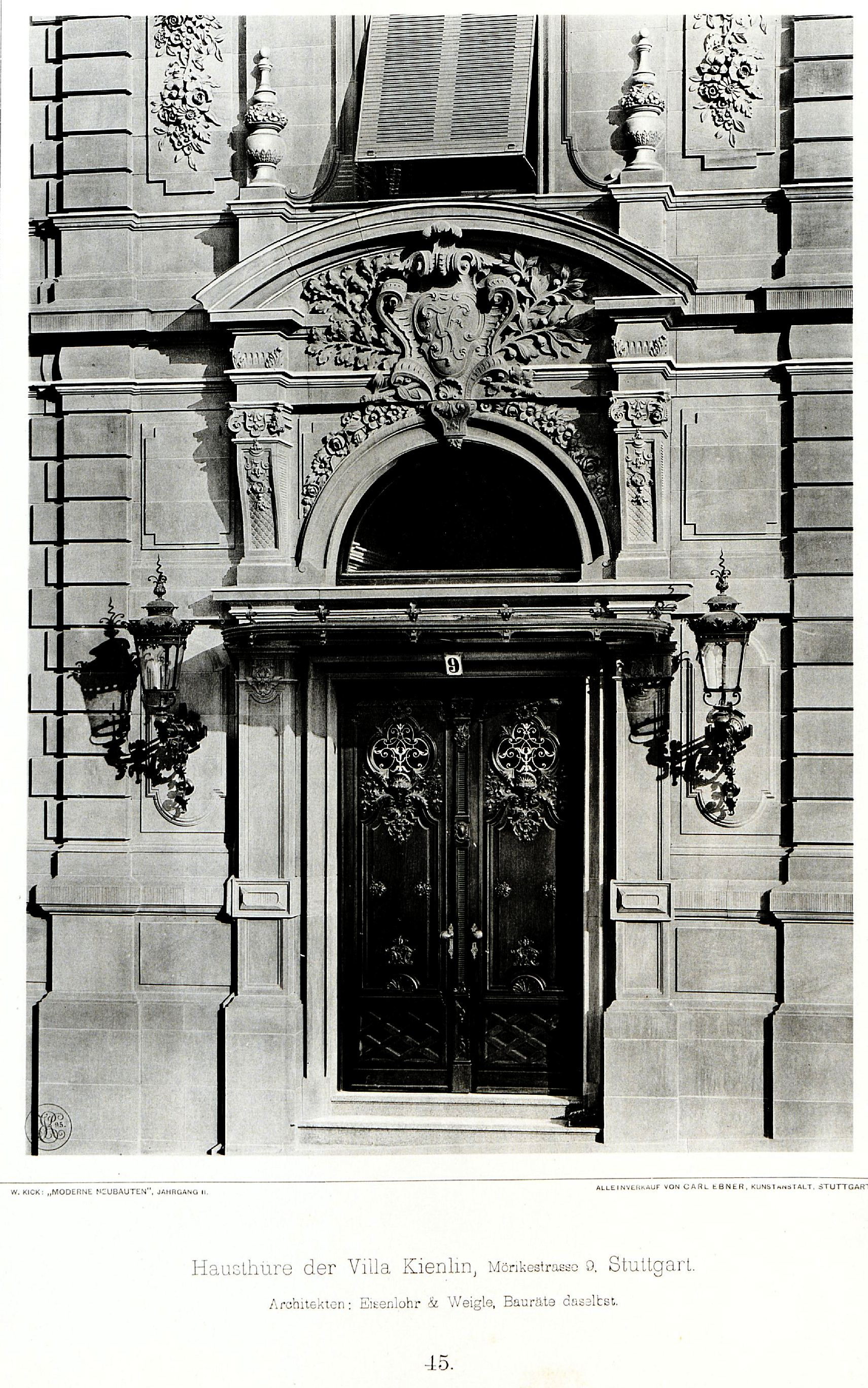
Villa Kienlin, Portal
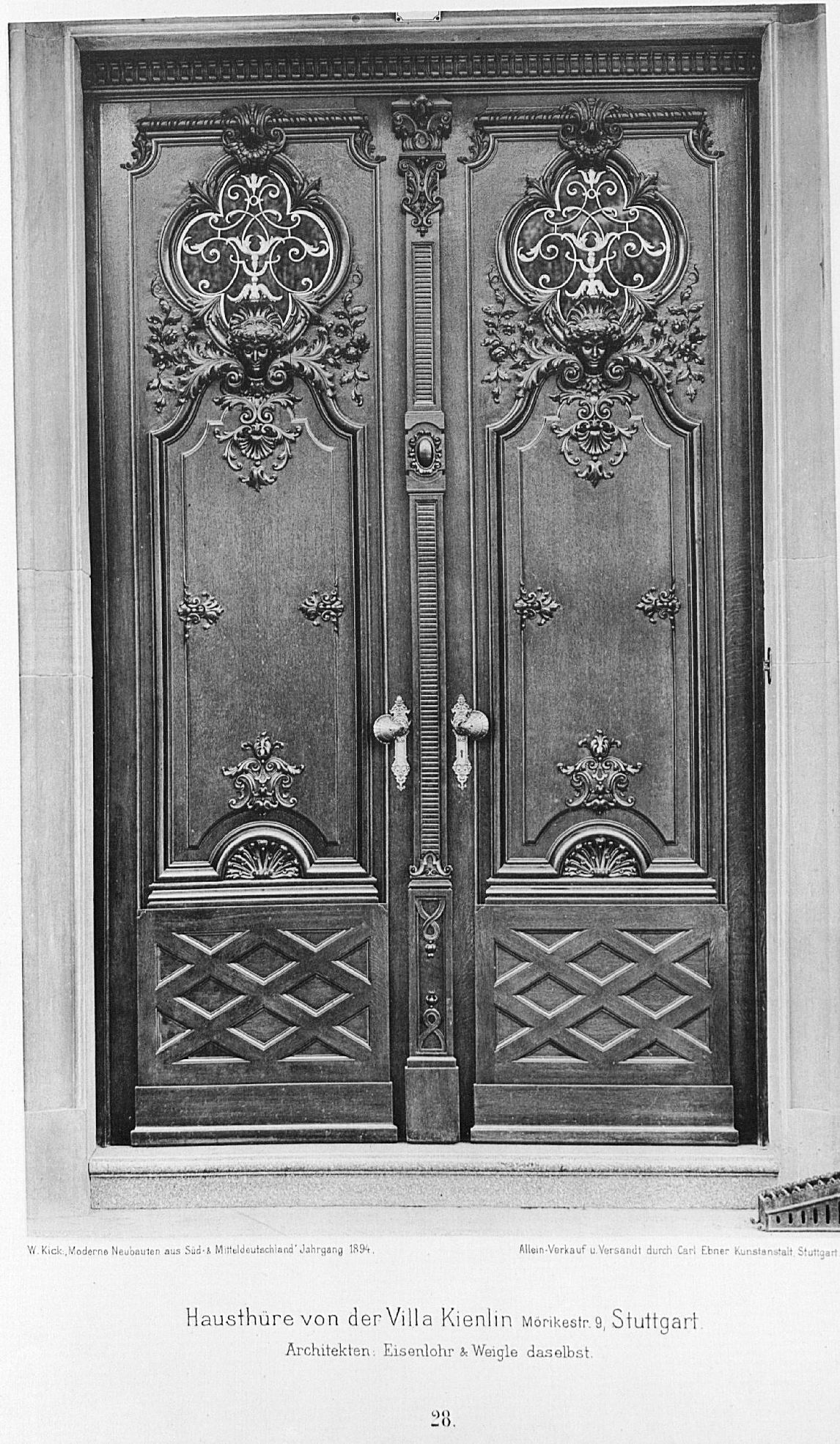
Villa Kienlin, Haustür
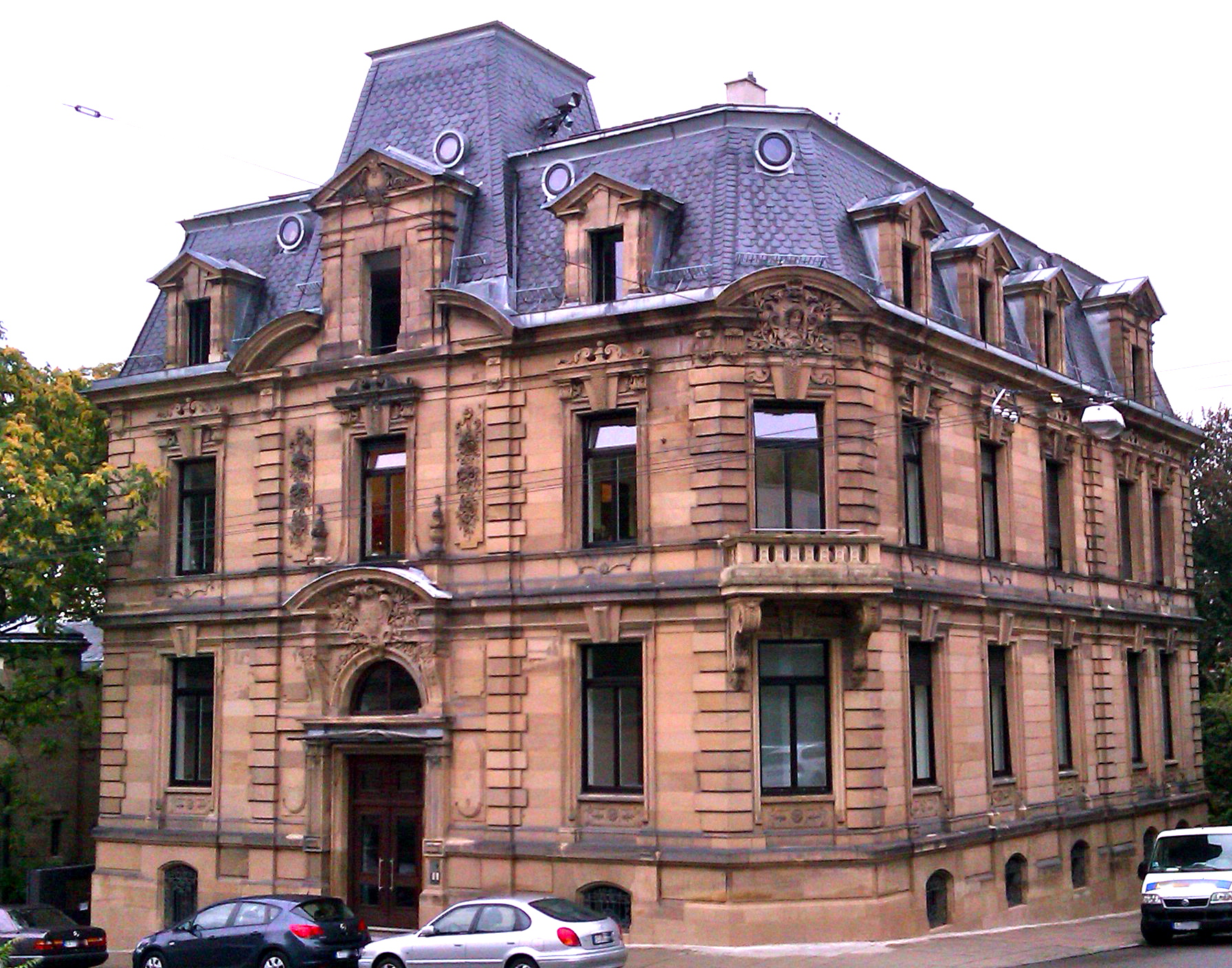
Hauptgebäude (Mörikestraße 9), 2011
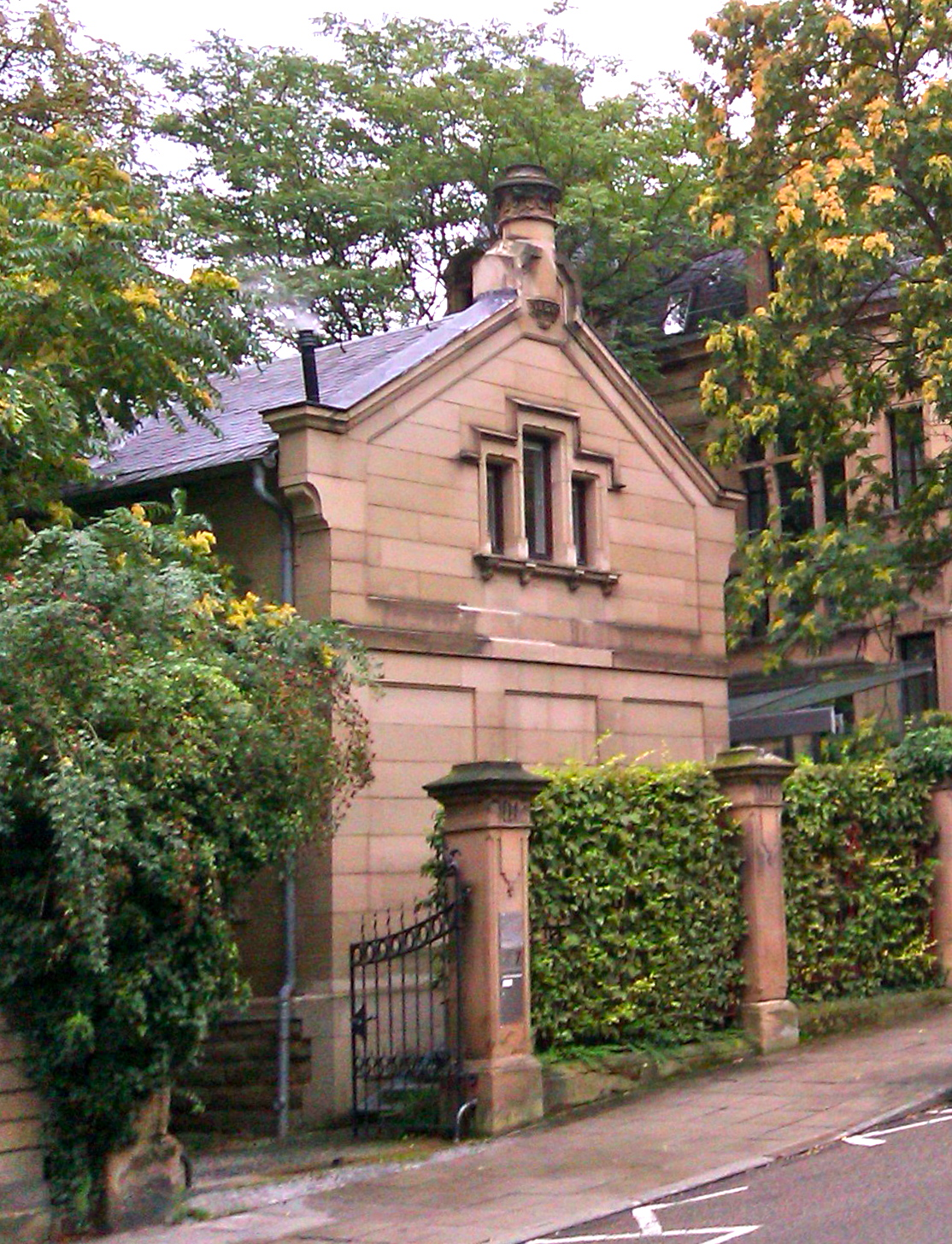
Remise (Mörikestraße 7), 2011